# برنامج محافظة احتياطي

برنامج المحافظة الاحتياطي هو برنامج لوزارة الزراعة الأمريكية ينظم سداد التكاليف وتنظيم دفع الإيجار. وبموجب هذا البرنامج، تدفع الحكومة للمزارعين لإخراج بعض الأراضي الزراعية المستعملة من الإنتاج وتحويلها إلى غطاء نباتي، مثل الحشائش المزروعة أو الأصلية والمراعي والحياة البرية والملقحات الغذائية والأشجار مصدات الرياح والظل وأشرطة الترشيح والعزل والممرات المائية العشبية ومخازن مياه النهر.الغرض من هذا البرنامج هو الحد من تآكل الأراضي وتحسين جودة المياه والتأثير على فوائد الحياة البرية.

## التاريخ
بدأ البرنامج في الأصل في الخمسينات كفرع لبرنامج بنك التربة الذي أُنشئ بموجب قانون الزراعة لعام 1956. كانت النظرية وراء هذا الفرع من برنامج بنك التربة هي التركيز على الأراضي التي كانت عرضة لخطر التآكل، وإزالتها من الإنتاج الزراعي، وإنشاء غطاء نباتي دائم أو بديل في محاولة لمواجهة التآكل الفعلي أو المحتمل. واعتبر أنصار هذا البرنامج أنه مفيد للزراعة المستدامة عموما، عن طريق الحد من آثار التآكل. في الأصل، حث البرنامج على إبرام عقود مدتها ثلاث سنوات تدفع فيها الحكومة تكاليف تحسين الأراضي التي تزيد التربة أو المياه أو الغابات أو نوعية الحياة البرية إذا وافق المزارع على عدم حصاد أو رعي الأراضي المتعاقد عليها.
على الرغم من أن البرنامج تم تأسيسه في الخمسينات من القرن العشرين، إلا أن مناصريه لم يبدأوا في دفع البرنامج إلى الأمام بشكل كبير حتى الثمانينيات، استجابة لممارسات المزارعين الأكثر انتشارًا في السبعينيات، حيث بدأوا على نحو متزايد في زراعة «سياج إلى صف سياج»، وإزالة الموطن الأصلي والمواقف النباتية من الحقول، والتي كان ينظر إليها على أنها ذات تأثيرات ضارة على التربة والمياه وجودة السوائل. وتم إنشاء العديد من البرامج في الثمانينيات لمعالجة هذه القضايا.
لقد مر البرنامج بالعديد من التغييرات. كلما كان هناك مشروع قانون للمزارع مقترح جديد، فإن البرنامج المشار إليه يكون نقطة تركيز كبيرة بسبب ارتفاع مستوى الضغط العام والفوائد المتصورة للبرنامج.

### قانون المزارع عام 1985
كان قانون المزارع عام 1985 أول عمل رسمي وضع برنامج المحافظة على الاحتياطي كما نعرفه اليوم. تم إجراء العديد من التعديلات في مشروع قانون المزرعة، هذا بالمقارنة مع اللوائح الخاصة بالبرنامج المنصوص عليها في القانون الزراعي لعام 1954. أحد هذه التعديلات كان تغيير مدة العقد من الالتزام السابق لمدة ثلاث سنوات إلى أي مكان من 10 إلى 15 سنة. وكان المنطق هو أن هذا سيسمح للغطاء النباتي الجديد بمزيد من الوقت ليصبح راسخًا وينتج الفوائد المرجوة. وخلال فترة مشروع قانون المزارع السالف ذكره، ارتفعت كمية الأراضي المسموح بتسجيلها في البرنامج، والتي كان يجب تحديدها بأنها «قابلة للتآكل بشكل كبير» من 5 ملايين فدان (20 ألف كم 2) في عام 1986 إلى 40 مليون فدان (160.000 كم 2) في عام 1990. بالإضافة إلى ذلك، سمح مشروع قانون المزرعة السالف ذكره لوزير الزراعة بتوفير ما يصل إلى 50 ٪ من التكلفة على مالكي الأراضي لوضع تدابير تحفظية. كما يحظر مشروع القانون هذا أي زراعة أو رعي على الأراضي التي أصبحت مسجلة في برنامج المحافظة على الاحتياطي، مما يزيل فعليًا أي أرض تابعة للبرنامج من الإنتاج الزراعي.

### قانون المزارع عام 1990
شمل مشروع قانون المزارع لعام 1990 تغييرًا كبيرًا في برنامج المحافظة على الاحتياطي من خلال توسيع قائمة الأراضي المؤهلة لتشمل أراضي الرعي الهامشية المحولة إلى الأراضي الرطبة أو التي أنشئت كموائل للحياة البرية قبل سن قانون المزرعة لعام 1990، والمراعي الهامشية التي يجب تخصيصها للأشجار في أو بالقرب من المناطق المشاطئة، التي قد يحددها الوزير المختص تتسبب في تهديد بيئي لجودة المياه، أو الأراضي الزراعية المحولة إلى ممرات مائية مزروعة أو الشرائط كجزء من خطة البرنامج، أو الأراضي الزراعية التي تخضع لتخفيف العمر الإنتاجي لموائل الحياة البرية المنشأة حديثًا، أو أحزمة الحماية، أو شرائط الترشيح المخصصة للأشجار أو الشجيرات والأراضي التي تشكل تهديدًا بيئيًا خارج المزرعة أو تشكل تهديدًا بتدهور الإنتاج بسبب ملوحة التربة. هذه الزيادة الكبيرة في أنواع الأراضي المؤهلة المسموح بها للأراضي التي لم تكن «قابلة للتآكل بشكل كبير»، ولكن ليس في الإنتاج أيضًا، لتكون مخصصة للبيئة في المنطقة.إلى جانب هذا التغيير، كانت هناك اختلافات أخرى أصغر بين هذا القانون وسالفه. حيث سمح مشروع قانون المزرعة لعام 1990 برعي شتوي محدود على الأراضي المسجلة في البرنامج، وسمح «بالزراعة المحصورة» بين حزام أشجار الخشب الصلب مقابل دفع مال أقل لمالك الأرض، وتم توسيع حصة التكلفة 50% من الغطاء النباتي فقط إلى وتشمل أشجار الخشب الصلب، وأحزمة الحماية، ومصدات الرياح، وممرات الحياة البرية، وسمح مشروع القانون للأراضي الموجودة بالفعل في البرنامج التي تم تحويلها إلى الغطاء النباتي لتحويلها إلى أشجار الخشب الصلب، ومصدات الرياح، وأحزمة الملاجئ، وممرات الحياة البرية، أو الأراضي الرطبة في ظل ظروف معينة. كان هذا تغييرًا جوهريًا في مشروع القانون الزراعي لأنه حول تركيز مركز البحوث الزراعية من الحفظ والإنتاج الزراعي إلى زيادة الموارد الطبيعية أو الحفاظ على البيئة العام.

### قانون المزارع 1996
لم يقم مشروع قانون المزارع 1996 بكثير من التغييرات في البرنامج. وكان التغيير الرئيسي الذي تم وضعه يتعلق بالانتهاء المبكر لعقود البرنامج. سمح مشروع القانون السالف ذكره بإنهاء العقود بعد خمس سنوات، باستثناء الترشيح والممرات المائية والشرائط المتاخمة للمناطق المشاطئة؛ الأراضي ذات مؤشر القابلية للإصلاح لأكثر من 15؛ والأراضي الأخرى التي يراها الوزير المختص حساسة للغاية. كما أصبح التاريخ المحصولي للأرض جزءًا من نظام الأهلية المستخدم لتحديد ما إذا كان يجب تسجيل قطعة أرض في البرنامج أم لا. وقد اعتبرت الأرض مؤهلة لـلبرنامج إذا تم اقتصاصها من اثنين من السنوات الخمس الأخيرة وتفي بواحد على الأقل من المتطلبات التالية: إذا كان مؤشر القابلية للاحتكاك ثمانية أو أعلى؛ إذا كانت الأراضي الرطبة المزروعة غير المحصودة؛ إذا كانت مكرسة لممارسة بيئية مفيدة للغاية (على سبيل المثال، شرائط المرشحات)؛ إذا كانت عرضة لتآكل القشور؛ إذا كانت تقع في المناطق المذكورة في البرنامج ذات الأولوية للحفظ والحماية أو إذا كانت من ضمن المراعي الهامشية في المناطق المشاطئة. وجاءت تغييرات أخرى في شكل فواتير الاعتمادات. وقد قدم مشروع قانون الاعتمادات لعام 2001 استثناءً للشرط القائل بأن المالك قام بتغطية الغطاء النباتي عندما جعلت الأمطار الغزيرة أو الفيضانات من المستحيل الزراعة، وأنشأ مشروع قانون المخصصات لعام 2002 برنامجًا تجريبيًا جديدًا للالتحاق بالأراضي الرطبة والمخزونات الاحتياطية في البرنامج.

### قانون المزارع 2002
غيرت التعديلات التي أدخلت على البرنامج في مشروع قانون المزارع لعام 2002 متطلبات التاريخ المحصولي من اثنين من السنوات الخمس السابقة، إلى أربعة من الست سنوات السابقة. وقد تم ذلك للتأكد من أن الأرض التي يتم تسجيلها في البرنامج كانت في الواقع أرض زراعية كمقابل للأرض التي يقوم شخص ما بحصادها لمدة عامين فقط حتى يمكن تسجيلها. ووَضعت التعديلات الأخرى لزيادة أهلية الأراضي. بموجب قانون المزرعة السالف ذكره، فإن الأراضي بموجب عقود منتهية الصلاحية مؤهلة تلقائيًا للنظر في إعادة تسجيلها؛ ويمكن تمديد العقود التي تنتهي خلال عام 2002 لمدة سنة واحدة؛ ويجب الاحتفاظ بالأغطية الحالية، إذا أمكن، عند إعادة تسجيل عقود انتهاء الصلاحية.

### قانون المزارع 2008
ينص مشروع قانون المزارع لعام 2008 على أن الفصفصة المزروعة في ممارسة دوران المحاصيل المعتمدة تعتبر سلعة زراعية، ويمكن استخدامها لتلبية متطلبات اقتطاع الأرض المؤهلة في أربعة من أصل ستة أعوام سابقة، والتي تم تحديها في السنوات السابقة. كذلك للمرة الأولى، سمح مشروع القانون بحوافز الإدارة وتقاسم التكاليف من أجل التخفيف لتحسين حالة الموارد على الأرض التي تحتوي على الأشجار ومصدات الرياح وأحزمة الحماية وممرات الحياة البرية.

## الوكالات المشاركة
هناك أربع وكالات رئيسية تشارك في البرنامج، وزارة الزراعة الأمريكية، ومؤسسة السلع الائتمانية، ووكالة خدمة المزارع، ودائرة الحفاظ على الموارد الطبيعية. وزارة الزراعة الأمريكية هي الهيئة الإدارية التي تعمل على تشكيل برنامج المحافظة على الاحتياطي مع كل مشروع قانون المزارع وهي أعلى سلسلة القيادة عندما يتعلق الأمر بالبرنامج. تُعد مؤسسة السلع الائتمانية هي الشركة الفعلية التي تسيطر عليها وزارة الزراعة الأمريكية، والتي يبرمها أصحاب الأراضي عند التسجيل في البرنامج. هيئة الخدمات المالية هي الهيئة الإدارية التي تدير برنامج وزارة الزراعة الأمريكية حتى لا تضطر إلى الإشراف على كل جانب من جوانب البرنامج. ودائرة الحفاظ على الموارد الطبيعية هي الوكالة الفنية التي تدعم البرنامج من خلال تنفيذها على الأراضي الخاصة.

## إجراءات التسجيل
على الرغم من أن البرنامج قد يكون مفيدًا للعديد من جوانب البيئة، إلا أنه لا يمكن لكل مالك الأرض في المشاركة في البرنامج.
العامل المحدد الرئيسي في مساحة الأرض المسموح بها في البرنامج هو المال. يحدد كل قانون مختص على حدا مبلغ المال الذي سيتم وضعه في الميزانية لمدفوعات الإيجار وإعانات حصة التكلفة. وبوجود كمية محدودة من الأموال، لا يمكن لـدائرة الحفاظ على الموارد الطبيعية إلا أن تسمح لأصحاب الأراضي الأكثر تأهيلًا بالحصول على مدفوعات تشجيعية. هناك إجراءات وخطوات محددة للغاية يتم اتخاذها لتقرير ما إذا كانت الأرض ستقبل أم لا في البرنامج.
علاوة على ذلك، يعتبر برنامج المحافظة على الاحتياطي غير مرغوب فيه من قبل بعض مالكي الأراضي لأنه يمنع أو يقلل من استخدام أراضيهم للإنتاج الزراعي ويخفض من دخل المزرعة.
عقود الاشتراك المستمر: يجوز تسجيل الأراضي المرغوبة بيئيًا والمكرسة لممارسات حفظ معينة في البرنامج في أي وقت تحت تسجيل مستمر. بشرط استيفاء الأرض ومالك الأرض للمتطلبات، ويتم قبول العروض تلقائيًا ولا تخضع لتقديم لإجراءات المزايدة.

### متطلبات وشروط مالك الأرض
لكي يكون الشخص مؤهلًا للحصول على تسجيل اشتراك مستمر في برنامج المحافظة على الأراضي، يجب أن يكون مالك الأرض يملك أو يشغل الأرض لمدة 12 شهرًا على الأقل قبل تقديم العرض، إلا أذا حصل مالك الأرض الجديد على الأرض بسبب وفاة مالك الأرض السابق، وتغيرت الملكية بسبب حدوث رهن حيث يمارس المالك حقًا أو استردادًا في الوقت المناسب وفقًا لقانون الولاية، أو أن ظروف الاستحواذ توفر ضمانًا كافيًا لوكالة خدمة المزارع بأن المالك الجديد لم يحصل على الأرض لغرض وضعها في البرنامج. يجب أن يكون ملاك الأراضي مواطنين أمريكيين أو أجانب مقيمين ولا يجوز لهم تجاوز حدود دخل معينة حتى يكونوا مؤهلين للدفع.

### متطلبات وشروط الأرض
لكي تكون الأرض مؤهلة للالتحاق بالـبرنامج العام المحافظة على الاحتياطي، يجب الاعتراف بالأرض على أنها «أراض زراعية» (بما في ذلك هوامش الحقل) التي تزرع أو تعتبر مزروعة لسلعة زراعية 4 من سنوات المحاصيل الست السابقة من عام 1996 إلى عام 2001، والتي تكون مناسبة لزرعها بطريقة طبيعية لسلعة زراعية. وبالنسبة لـبرناممج المحافظة على الاحتياطي المستمر، يجب الاعتراف بالأرض على أنها «مرعى هامشية» يحدها نهر، وخور، ونهر، و / أو عش بط. أيضًا، يجب أن تكون الأرض مناسبة لبعض ممارسات التحفظية. وهي عبارة عن مخازن مؤقتة على الحواف ومحاليل موائل للحياة البرية ومخازن للأراضي الرطبة وشرائط ترشيح واستصلاح الأراضي الرطبة وممرات عشبية وحواجز حماية وأسيجة ثلجية حية وشرائط حشائش كفافية ونباتات تتحمل الملوحة ومناطق مياه ضحلة للحياة البرية.

## تكاليف العقد
هناك ثلاثة أنواع رئيسية من المدفوعات داخل البرنامج. وهي عبارة عن دفعات الإيجار، والمساعدة في تقاسم التكاليف، والحوافز المالية.

### تكاليف الإيجار
يتلقى أصحاب الأراضي دفعات إيجار من هيئة الخدمات المالية مقابل إنشاء غطاء أرضي طويل الأجل. تعتمد هذه المدفوعات على عاملين رئيسيين: إنتاجية التربة في المنطقة ومتوسط إيجار محصول الأراضي الجافة أو ما يعادلهما [10]. ومع ذلك، لا يجوز أن يتجاوز معدل الإيجار السنوي مبلغ السداد الأقصى الخاص بالهيئة.

### المساعدة في مقاسمة التكاليف
توفر وكالة الخدمات الزراعية مساعدة في تقاسم التكاليف للمشاركين الذين يقومون بإنشاء غطاء معتمد على أراضي زراعية مؤهلة. يمكن أن تكون المساعدة الخاصة بتكاليف المشاركة مبلغًا لا يزيد عن 50 بالمائة من تكاليف المشاركين في وضع الممارسات المعتمدة [10].

### الحوافز المالية
وكجزء من اتفاقيات أسعار الإيجارات، تضيق وكالة الخدمات الزراعية أيضًا حافزًا ماليًا إضافيًا يصل إلى 20٪ من معدل تأجير التربة لمصدات الرياح الميدانية، والممرات المائية للعشب، وشرائط الترشيح، والمخازن النهرية [10]. ويمكن إضافة نسب إضافية إلى مبلغ لصيانة وصيانة مناطق برنامج المحافظة على الاحتياطي.

## الفوائد البيئية
يفيد برنامج المحافظة على الاحتياطي العديد من النباتات والحيوانات والنظم البيئية المحلية. حتى شيء بسيط مثل شريط مرشح بين حقل زراعي وميدان يمكن أن يكون له تأثير عميق على استقرار وصحة النظم الإيكولوجية والعمليات التي تحدث في الحقل والميدان.

### تآكل التربة
عندما بدأ برنامج المحافظة على الاحتياطي، كان الهدف الأساسي هو الحد من تآكل التربة بسبب الممارسات الزراعية. فتأثيرات البرنامج على التآكل مرئية بوضوح اليوم. ويقوم برنامج المحافظة على الاحتياطي بحماية إنتاجية التربة من خلال إنشاء أغلفة الحفاظ على الأراضي المعرضة للخطر للحد من غسيل سطح التربة، الأخاديد، والتآكل بالرياح. واعتبارًا من 1 ديسمبر 2015، حمى البرنامج أكثر من 9 مليارات طن من التربة من التآكل.

### جودة المياه
واحدة من أهم الفوائد التي يقدمها البرنامج هو تحسين نوعية المياه بسبب الحد من التآكل والجريان السطحي وصول الأجسام المائية. وشملت المواد السارية الأكثر شيوعا من الأراضي الزراعية الأسمدة الكيماوية والنيتروجين والفوسفور والرسوبيات التي لديها القدرة على تغيير الصحة البيئية للأجسام المائية. ويمكن لشرائط التصفية والشرائط العازلة على طول حافة حقول الزراعة اعتراض مواد الجريان السطحي ومنعها من مغادرة الحقل. وقدر معهد بحوث السياسات الغذائية والزراعية 278 مليون باوند أقل من النيتروجين و 59 مليون باوند أقل من حقول الفوسفور في عام 2007 بسبب انخفاض 95 و 86 في المائة في أراضي البرنامج، تتابعيًا.

## استفادات الحياة البرية
كما يفيد برنامج المحافظة على الاحتياطي الحياة البرية، وعلى الأخص الطيور. وقد حدثت الزيادة الأكثر وضوحا في عدد الطيور في الطيور المحلية، وأنواع مهاجرة غير أصلية.
- شهد البط في منطقة Prairie Pothole زيادة 30 في المائة في عدد الطيور منذ عام 1992؛
- أدى ظهور البرنامج في أراضي طيور الحكيم إلى إبطاء انخفاض نسبة هذه الطيور بنسبة 25٪ بين عامي 1970 و 1988؛
- قدرت الدراسات أنه بدون تدفق أراضي البرنامج، لانخفاض أعداد عشائر الطيور العشبية في منطقة Prairie Pothole أو في أي مكان من 2 إلى 52 في المائة.
- وقد أظهرت الأبحاث أن زيادة أربعة في المئة في الأراضي التابعة للبرنامج في مناطق الدراج رئيس أدى إلى زيادة 22 في المئة في عدد الطيور الدراجين البرنامج.

## روابط خارجية
- "2008 Farm Bill Side-by-Side."
- Cain, Zachary and Stephen Lovejoy. "History and Outlook for Farm Bill Conservation Programs ." Choices Magazine 4th Quarter 2004 11 Nov 2008
- "Conservation Programs." Farm Service Agency. September 10, 2008. United States Department of Agriculture. 23 Oct 2008
- "Conservation Reserve Program." Natural Resources Conservation Service. United States Department of Agriculture. 23 Oct 2008
- Delisle, Jennifer M. and Julie A. Savidge. "Avian Use and Vegetation Characteristics of Conservation Reserve Program Fields." The Journal Wildlife Management 61(1997): 318-325.
- King, Justin W. and Julie A. Savidge. "Effects of Conservation Reserve Program on Wildlife in Southeast Nebraska." Wildlife Society Bulletin 23(1995): 377-385.
- O'Brien, Doug. "Summary and Evolution of U. S. Farm Bill Conservation Titles - Expanded Discussions." The Natural Agricultural Law Center. 11 Nov 2008
- Samson, Fred B., Fritz L. Knopf and Wayne R. Ostlie. "Great Plains Ecosystems: Past, Present, and Future." Wildlife Society Bulletin 32(2004): 6-15.
- "The Conservation Reserve Program."
- "CRP Sign-Ups." Conservation Programs. Farm Service Agency. 30 Nov 2008
- United States Department of Agriculture. (2008). Conservation Reserve Program Status - October 31, 2008 Farm Service Agency.
- "Fact Sheets." FSA Employees. April 2016. Farm Service Agency. Retrieved 14 Apr 2016.